# Crkva Rođenja Presvete Bogorodice, Zenica
Crkva Rođenja Presvete Bogorodice, pravoslavna crkva u Zenici. Nalazi se na adresi Travnička cesta 4, kod Sveučilišta u Zenici, sa zapadne strane rijeke Bosne, prema Maloj Brodi.

## Povijest
Prije izgradnje svoje crkve, zenički pravoslavci su molitve obavljali u staroj brvnari na mjestu današnjeg kina u centru grada. Godine 1883. počela je za vrijeme dok je paroh bio Stevan Savić gradnja pravoslavne crkve Rođenja Presvete Bogorodice u Zenici. Tijekom dvogodišnje gradnje crkve umro je, ali su stanovnici nastavili gradnju te je crkva dovršena i osveštena 1885. godine. Iste je godine zatvorena stara molitvena brvnara.
Ikonostas je 1895. napravio makedonski arhitekt, autor arhitektonskih planova za Sabornu crkvu u Sarajevu i Skoplju. Prema njegovim planovima zenički su majstori podigli crkvu do krova. Tad je nestalo novca, pa se odustalo od vrlo skupe kupole te su napravili krov na četiri vode i malu kupolu. Crkveni zvonik je u rumunjskom stilu. Vanjština crkve vrlo je neobična. Ikonostas je skraćen tijekom povijesti. Za 100. obljetnicu gradnje (1985.) crkva je oslikana freskama. Nažalost tada nije bilo hidroizolacije zbog čega su danas od vlage oštećeni donji dijelovi slika. Srećom preživjela je sve ratove i nije nikada doživjela veća oštećenja. Pustošenja je bilo, no ne takvih da se sve moralo iznova graditi. 2011. godine dobila je novu fasadu i stolariju. 2012. godine izgrađen je u crkvi vrlo skupi središnji polijelej jedinstvena izgleda, koji privlači pažnju ljepotom. Na trošak općine crkva je osvijetljena 2016. godine. Nedavno je ugrađen novi asfalt da bi vjernici lakše mogli pristupiti. Danas je jedan od najljepših spomenika i bogomolja u Zenici.
Proglašena je nacionalnim spomenikom Bosne i Hercegovine.